# Тянгун-1
Тянгун-1 (на китайски: 天宫一号, буквално „Небесен дворец 1“) е китайска експериментална космическа станция от програмата Тянгун, състояща се от един-единствен модул-лаборатория, предназначена за тестова платформа за скачвания с Шънджоу, орбитални операции и за тестване на основни подсистеми. 
Тянгун-1 е изстрелян в космоса на 29 септември 2011 г. на борда на ракета Чан Джън 2Ф/Г. Безпилотният космически кораб Шънджоу 8 се скачва два пъти с Тянгун-1 успешно през ноември 2011 г. През 2012 г. пилотираният кораб Шънджоу 9 се скачва успешно със станцията и така Тянгун-1 получава първия си екипаж. Шънджоу 10 е последната мисия, която посещава Тянгун-1 през юни 2013 година. На 21 март 2016 г., след двугодишно удължаване на живота на станцията, Китайският космически център обявява, че мисията на станцията официално е приключила. На 2 април 2018 г. последните останки от станцията се разбиват в Тихия океан.

## Структура
Тянгун-1 се състои от два основни компонента – обитаем сегмент с обем около 15 кубически метра, оборудван с пасивен андрогинен скачващ възел и обслужващ сегмент, в който са разположени двигателите, резервоарите, подсистемите и за който са закрепени слънчевите панели.
Тянгун-1 е оборудван с тренировъчна екипировка и две места за спане. Вътрешните стени са боядисани в два цвята, за да е по-лесно на тайконавтите да се ориентират в среда на микрогравитация. В станцията са разположени камери с висока разделителна способност, с които от контролния център следят всички операции на борда. На станцията липсва тоалетна и кухненско оборудване, тъй като такива са налице в Шънджоу, където спи и третия член на екипажа.

## Орбитални операции
Тянгун-1 е изстрелян на 29 септември 2011 г. на борда на ракета Чан Джън 2Ф/Г от центъра за изстрелване на спътници Дзиуцюен. Станцията е видима с просто око от територията на България, като в нощното небе достига от 3 до -0,4 видима звездна величина. Тянгун-1 извършва две орбитални маневри и на 2 октомври достига предназначената орбита. Освен това станцията минава през едноседмична тестова програма, която да я подготви за скачвания. На 2 ноември 2011 година Шънджоу 8 се скачва успешно с Тянгун-1, което е първото успешно скачване на два китайски космически апарата. Шънджоу 8 се разкачва от станцията на 14 ноември и прави повторно скачване след това. Шънджоу 8 се завръща на земята на 17 ноември 2011 година.
На 16 юни 2012 г. към Тянгун-1 е изстрелян Шънджоу 9 с трима тайконавти на борда. На 18 юни в 06:07 часа UTC Шънджоу 9 се скачва успешно с Тянгун-1. Три часа по-късно шлюзовете са отворени и тайконавтите влизат в модула. Това е първото пилотирано скачване в космоса за Китай и третото скачване въобще. На 28 юни Шънджоу 9 се отделя от Тянгун-1 напът да се върне на земята.

## Бъдещо приложение
Тянгун-1 е тестова платформа за ключови технологии, които да бъдат използвани за бъдещата Китайска голяма модулна станция, планирана за изстрелване през 2020 година. Освен това модифицирани версии на Тянгун-1 ще бъдат използвани като автоматични космически кораби за доставки и презареждане на станцията. Масата на такъв автоматизиран кораб се предполага, че ще бъде около 13 тона с полезен товар около 6 тона.

## Видимост от земята
Станцията е видима с просто око от по-ниските географски ширини, включително от територията на България. Специализирани сайтове като www.heavens-above.com предлагат прогнози, кога станцията може да бъде видима от определено населено място или от дадена точка на Земята.

## Край на експерименталната станция
След техническа невъзможност да се управлява свалянето ѝ от орбита, станцията неконтролирано навлиза в плътните слоеве на атмосферата. Отделни отломки от нея изгарят в атмосферата, за което съобщават световните информационни агенции, като се базират на съобщението на програмата за космически полети на Китай. По-голяма част от отломките, които не са изгорели, на 2 април 2018 г. около 3 часа българско време, се разбиват в безлюдна зона във водите на Тихи океан, югозападно от бреговете на Южна Америка без да причиняват щети.